# جيري أوشوجنسي
جيري أوشوجنسي (بالإنجليزية: Jerry O'Shaughnessy)‏ هو سياسي أمريكي، ولد في 7 أكتوبر 1906 في كولومبوس في الولايات المتحدة، وتوفي بنفس المكان في 16 ديسمبر 1972. حزبياً، نشط في الحزب الديمقراطي.